# Ichnusomunda sacchii
Ichnusomunda sacchii is een slakkensoort uit de familie van de Hygromiidae. De wetenschappelijke naam van de soort is voor het eerst geldig gepubliceerd in 1998 door Giusti & Manganelli.